# Braunsapis somatotheca
Braunsapis somatotheca är en biart som först beskrevs av Embrik Strand 1915.  Braunsapis somatotheca ingår i släktet Braunsapis och familjen långtungebin. Inga underarter finns listade.